# Capella reial de Dublín

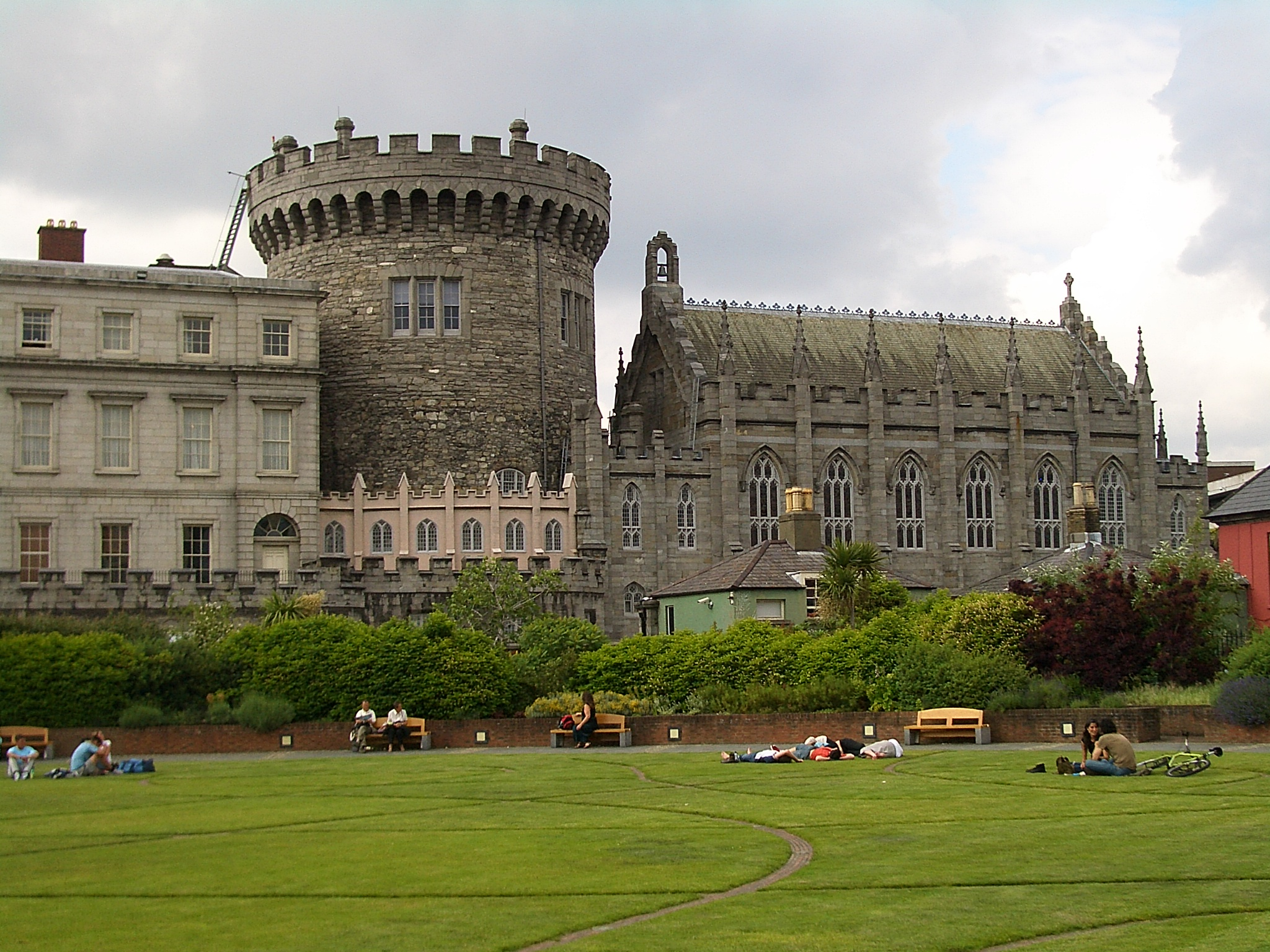
Vista de la Capella reial al Castell de Dublín.

La Capella reial (anglès: Chapel Royal; irlandès: Séipéal Ríoga) del Castell de Dublín, ara Església de la Santíssima Trinitat (anglès: Church of the Most Holy Trinity), era la capella anglicana oficial de la casa del Lord tinent d'Irlanda des de l'edat mitjana fins a la creació de l'Estat Lliure d'Irlanda el 1922. La creació del nou estat irlandès va fer que desaparegués el càrrec de Senyor Tinent i el govern britànic a Irlanda, que havia tingut la seva seu al Castell de Dublín.

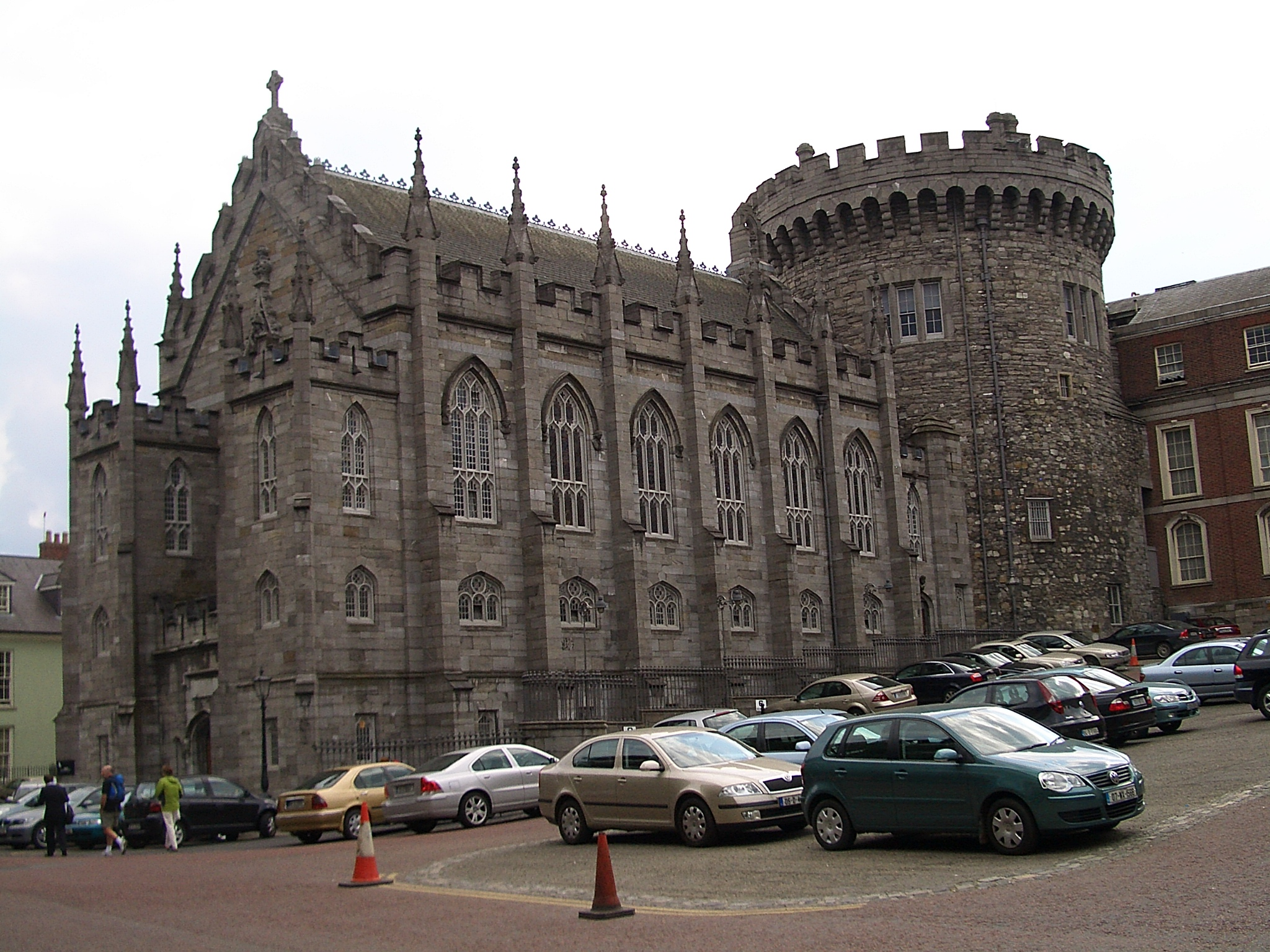
Vista de la Capella reial i un dels patis del Castell de Dublín

El temple, d'estil neogòtic, va ser dissenyat per Francis Johnston (1760-1829), el més destacat arquitecte que va treballar a Irlanda a començaments del segle xix, i arquitecte del Board of Works. La capella conté un dels millors interiors gòtics recuperats d'Irlanda. Substituint una mediocre església anterior del segle xviii que tenia problemes estructurals en haver estat construïda al costat de l'original  castell de mota feudal, la nova Capella reial va ser construïda fent servir un bastiment de bigues el més lleuger possible. Tan complicada era la natura del lloc, que les obres van trigar set anys: van començar el 1807 i van ser completades amb retard el 1814. Les despeses també van ser superiors a les previstes. Totes les voltes i columnes van ser fetes amb escaiola sobre fusta i pintades per donar l'efecte que es tracta de pedra. L'exterior està revestit amb una fina capa de pedra calcària i mostra molts caps gravats en la pedra.
Cada vegada que un Senyor Tinent deixava el càrrec, el seu escut d'armes era afegit en una de les finestres de la capella. Així, a |la capella es conserven tots els escuts dels Lord tinents d'Irlanda des del segle xii. Els nacionalistes irlandesos anoten que l'última finestra disponible va ser ocupada per l'home que va ser l'últim Senyor Tinent, Edmund FitzAlan-Howard, 1r Vescomte FitzAlan de Derwent.
El 1943, l'antiga església anglicana es va convertir en una església catòlica amb el nom d'Església de la Santíssima Trinitat. Encara que l'església continua estant consagrada, ja no se celebren misses ni oficis religiosos. Va ser restaurada fins a aconseguir que tingués un aspecte similar al que tenia al segle xix.